# Argyreia scortechinii
Argyreia scortechinii är en vindeväxtart som först beskrevs av David Prain, och fick sitt nu gällande namn av David Prain och Hoogl. Argyreia scortechinii ingår i släktet Argyreia och familjen vindeväxter. Inga underarter finns listade i Catalogue of Life.